# 佐藤登
佐藤 登（さとう のぼる、1953年 - ）は、日本の工学者。名古屋大学未来社会創造機構客員教授、エスペック上席顧問、イリソ電子工業社外取締役。前サムスンSDI株式会社 Vice President（常務）、元本田技術研究所 チーフエンジニア、元秋田県教育視学監。
秋田県横手市（旧平鹿郡十文字町）出身。1972年、秋田県立横手高等学校卒業。1978年、横浜国立大学大学院工学研究科電気化学専攻修士課程を修了、本田技研工業株式会社に入社。社内研究成果により1988年、東京大学で工学博士の学位を取得。1993年（株）本田技術研究所の管理職、1997年度には名古屋大学非常勤講師を併任。2004年9月、韓国サムスンSDI社に常務として移籍し、技術経営に従事。2012年12月に同社を退職。この間、米国MARQUIS社 “Who’s Who in the World” （世界人名事典）に1999年版から4年連続で掲載された。同書の2018年から2021年版にも掲載された。
2011年、名古屋大学グリーンモビリティ連携研究センター客員教授兼非常勤講師。2013年からエスペック株式会社 上席顧問。2021年6月からイリソ電子工業株式会社 社外取締役。2021年11月から経済産業省「蓄電池産業戦略推進会議」有識者委員。

## 表彰・受賞
- 1988年 - 米国CALTEX社・論文賞
- 1988年 - 本田技研工業（株）創立記念特別表彰
- 1991年 - （株）本田技術研究所創立30周年記念論文入選表彰
- 1992年 - （社）表面技術協会技術賞
- 2003年 - （社）表面技術協会技術賞
- 2010年 - 秋田県横手市表彰条例第2号功労賞

## 教育関係経歴
- 1997年度　名古屋大学工学部非常勤講師
- 2005年度　東京農工大学客員教授
- 2008年度〜2010年度 秋田県学術顧問
- 2010年度〜2019年度 秋田県高校教育視学監
- 2011年度　名古屋大学グリーンモビリティ連携研究センター・客員教授
- 2012年度　名古屋大学グリーンモビリティ連携研究センター・客員教授 兼 非常勤講師
- 2016年度〜名古屋大学未来社会創造機構・客員教授

## 著作
- 原著論文、解説、国際会議、講演、著書、特許等1,340件
- 専門著書以外の一般書籍：
  - 「電池の覇者」（日本経済新聞出版、2020年9月）
  - 「人材を育てるホンダ 競わせるサムスン」（日経BP、2014年7月） - 日韓企業の文化比較
  - 新渡戸稲造国際塾「危機を生き抜くリーダーシップ」（分担執筆、I-House Press、2013年7月）
  - 秋田県立横手高等学校創立百十周年記念「続・横手高校OB物語 -吹奏楽部編-」（編集・分担執筆、2008）
  - 「秋田のことば」（分担執筆、無明舎出版、2003）
  - 「世界発掘探訪記」（鳥影社、2000） - 諸外国文化を紹介したエッセイ
  - 秋田県立横手高等学校創立百周年記念「横手高校OB物語」（編集・分担執筆、横手高校同窓東京出版会、1999）
- 2013年4月19日から2019年1月10日まで、日経ビジネスオンライン」に「技術経営 -日本の強み・韓国の強み-」を134回にわたり連載